# Saturnino Farandola (miniserie televisiva)
Saturnino Farandola è uno sceneggiato televisivo per la televisione dei ragazzi del 1977 diretto dal regista Raffaele Meloni e tratto dal romanzo Viaggi straordinarissimi di Saturnino Farandola del francese Albert Robida. La storia è un adattamento del romanzo girato negli studi del Centro Produzione Televisiva RAI di Napoli con scene realizzate interamente dallo scenografo Paolo Petti. Fu prodotto in tredici puntate.

## Trama
Unico superstite di un naufragio, l'infante Saturnino viene allevato dalle scimmie ma diventato ragazzo parte abbandonando l'isola e venuto a contatto con i suoi simili inizia a vivere mirabolanti avventure in giro per il mondo.

## Produzione
Fu interamente girato negli studi Rai di Napoli con regia di Raffaele Meloni; la sceneggiatura era dello stesso Meloni e di Paolo Norman Mozzato.
Le scene furono realizzate da Paolo Petti, il quale realizzò una scenografia molto stilizzata, al punto che venivano spesso usate sagome per rappresentare alberi, barche, cammelli e persino figure umane, tutto in un impianto rigorosamente in bianco e nero.
Le musiche erano del musicista e arrangiatore Ettore De Carolis. La sigla è stata disegnata ed animata da Elio Passacantando, grafico, illustratore, regista e animatore romano.

## Trasmissione
Lo sceneggiato è stato trasmesso su Rai 2 in 13 episodi dal 7 aprile al 2 giugno 1977 (i primi 9 episodi) e dal 14 dicembre 1977 al 4 gennaio 1978 (gli ultimi 4 episodi) nello spazio pomeridiano della tv dei ragazzi all'interno del contenitore Il dirigibile condotto da Mal e Maria Giovanna Elmi, trasmesso nella fascia pomeridiana.